# 164 Eva
Eva /ˈiːvə/ (định danh hành tinh vi hình: 164 Eva) là một tiểu hành tinh lớn và rất tối ở vành đai chính. Thành phần cấu tạo của nó dường như bằng chondrite cacbonat nguyên thủy. Nó có một quỹ đạo hơi bất thường.
Ngày 12 tháng 7 năm 1876, anh em nhà thiên văn học người Pháp Paul Henry và Prosper Henry phát hiện tiểu hành tinh Eva khi họ thực hiện quan sát tại Đài thiên văn Paris. Lý do cái tên Eva được chọn vẫn chưa được biết.
Từ năm 2000 đến năm 2021, người ta đã quan sát thấy Eva che khuất mười bốn ngôi sao.